# Yannick van de Velde
Yannick van de Velde (ur. 15 sierpnia 1989 w Utrechcie, w Holandii) – holenderski aktor filmowy i telewizyjny oraz scenarzysta, najbardziej znany z roli Remco van Leeuwena w filmie Pomarańczowi (In Orange), za którą otrzymał Nagrodę Młodych Artystów w kategorii „Najlepszy występ w międzynarodowym filmie fabularnym – wiodący młody wykonawca”. Jest synem reżysera filmowego Jeana van de Velde.

## Filmografia

### Filmy fabularne[1][2]
| Lp. | Rok  | Tytuł polski     | Tytuł oryginalny                | Rola                    |
| --- | ---- | ---------------- | ------------------------------- | ----------------------- |
| 1.  | 1999 | Okruszek         | Kruimeltje                      | Keesie                  |
| 2.  | 1999 | Johnny ATB       | Johnny ATB                      | Johnny                  |
| 3.  | 2003 |                  | Kees de jongen                  | De Veer, kolega z klasy |
| 4.  | 2004 | Pomarańczowi     | In Oranje                       | Remco van Leeuwen       |
| 5.  | 2004 | Floris           | Floris                          | Książę Burgundii        |
| 6.  | 2008 | List dla króla   | De Brief voor de Koning         | Tiuri                   |
| 7.  | 2011 |                  | All Stars 2: Old Stars          | Kamerdyner              |
| 8.  | 2013 | Idealny człowiek | A Perfect Man                   | Tristan                 |
| 9.  | 2014 |                  | Aanmodderfakker                 | Walter                  |
| 10. | 2015 |                  | Homies                          | Joost                   |
| 11. | 2016 |                  | Fissa                           | Max                     |
| 12. | 2016 |                  | Kamp Holland                    | Tim van Dongen          |
| 13. | 2016 |                  | Adios Amigos                    | Philip                  |
| 14. | 2017 | Moja żyrafa      | Dikkertje Dap                   |                         |
| 15. | 2018 |                  | Taal is zeg maar echt mijn ding | Belegger                |

### Seriale[1][2]
- 1999: Schoon goed (serial telewizyjny, odc. 4 Tegen de lamp) – Jongen 2
- 1999: Spangen (serial telewizyjny, odc. 11 Rio) – Tobi (gościnnie)
- 2001: All stars: De serie (serial telewizyjny, odc. 9 Tasjesdief) – F-je (gościnnie)
- 2001: IJS (miniserial telewizyjny)
- 2008: S1ngle (Singielki, serial telewizyjny, odc. 4 Jeugdliefde) – Student (gościnnie)
- 2009: 2012, het jaar nul (serial telewizyjny) – Hidde
- 2011: Lieve Liza (serial telewizyjny, odc. 5 Boys) – Jurriaan (gościnnie)
- 2013: Moordvrouw (serial telewizyjny, odc. 3 Bittere Pil) – Mike
- 2013: Hoe duur was de suiker (Gorzki smak cukru, miniserial telewizyjny) – Rutger „Łowca”
- 2013: Zusjes (serial telewizyjny) – Matthijs
- 2015: Goedenavond, Dames en Heren (serial telewizyjny) – Laurens Vogel
- 2015: Overspel (serial telewizyjny) – Reinier Smit
- 2016: Rundfunk (serial telewizyjny) – Tim (scenariusz)
- 2017: Suspects (serial telewizyjny, odc. 6 Dodelijke Drugs) – Guido Oldenborg

### Filmy dokumentalne[1]
- 2008: The Making of 'De brief voor de koning' (dokumentalny krótkometrażowy) jako on sam

### Dubbing[2]
- 2002: Marzenia do spełnienia (wersja holenderska) – Patrick Smash
- 2005: Opowieści z Narnii: Lew, czarownica i stara szafa (wersja holenderska) – Edmund Pevensie
- 2007: Rodzinka Robinsonów (wersja holenderska) – Wilbur
- 2008: Opowieści z Narnii: Książę Kaspian (wersja holenderska) – Edmund Pevensie
- 2010: Opowieści z Narnii: Podróż Wędrowca do Świtu (wersja holenderska) – Edmund Pevensie

## Nagrody
- Young Artist Award Najlepszy występ w międzynarodowym filmie fabularnym – wiodący młody wykonawca: 2005 Pomarańczowi